# Numero zero
Numero zero è la locuzione usata in campo editoriale per indicare la realizzazione in nuce di una pubblicazione destinata a diventare periodica.

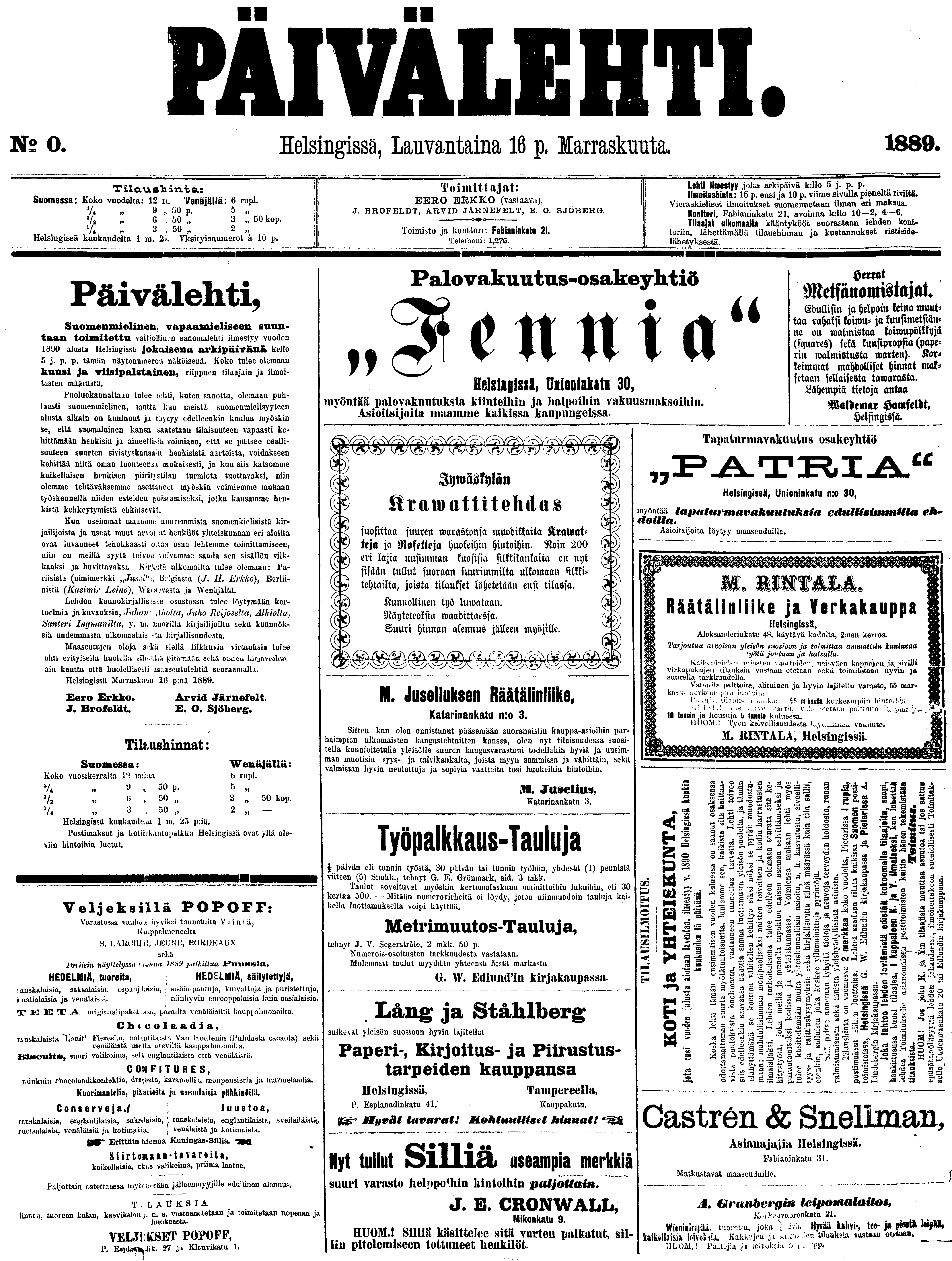
Il numero zero del giornale finlandese Päivälehti, edito nel 1889

L'uscita in distribuzione delle nuove pubblicazioni possono essere precedute da uno o più "numeri zero", generalmente diffusi come allegati a una "pubblicazione madre", che servono per saggiare l'interesse e il gradimento del pubblico verso la nuova opera, verificarne la resa pubblicitaria e, in ultima analisi, valutarne la fattibilità economica.
In alcuni casi, specie per riviste ad alto contenuto tecnico o, comunque, rivolte a un pubblico settoriale, il "numero zero" non viene diffuso in edicole e librerie, ma distribuito ad una rete di esperti del settore, in modo che si possa valutarne la ripartizione secondo argomenti e l'esaurienza di trattazione.
In campo televisivo o radiofonico l'espressione "numero zero" è stata mutuata con significato similare, per le nuove trasmissioni la cui programmazione definitiva è in attesa di conferma di gradimento del pubblico, mediante la rilevazione dell'audience.